# Danmarksfilmen
|  | For dokumentarfilmen af samme navn fra 1926, se Danmarksfilmen (dokumentarfilm) |
Danmarksfilmen (originaltitel Danmark) er en dansk dokumentarfilm i sort-hvid fra 1935 instrueret af Poul Henningsen, som også har skrevet manuskript og er fortæller i filmen. Musikken er komponeret af Bernhard Christensen.

## Handling
Filmkameraet gennemstrejfer Danmark fra nord til syd, fra øst til vest. Arkitektur, landskaber, folkeliv, dyreliv, industri, håndværk, landbrug, skibsfart og fritidsbeskæftigelser er indføjet i et harmonisk hele, der giver tilskueren et afrundet billede af Danmark i dag.